# Don Giovanni (película de 1979)
Don Giovanni es una película franco-italiana de 1979 dirigida por Joseph Losey. Es una adaptación de la clásica ópera Don Giovanni de Mozart de 1787, basada en la leyenda de Don Juan sobre un seductor, destruido por sus excesos. La ópera en sí ha sido llamada una del "trío de obras maestras" de Mozart. La película está protagonizada por Ruggero Raimondi en el papel principal y el director es Lorin Maazel. Casi tres décadas después del estreno de la película, Nicholas Wapshott la calificó como una "fusión casi perfecta de ópera y pantalla".  

## Trama
Después de un intento fallido de seducir a Donna Anna (soprano Edda Moser), Don Giovanni (barítono Ruggero Raimondi) mata a su padre Il Commendatore (bajo John Macurdy). A la mañana siguiente, Giovanni conoce a Donna Elvira (soprano Kiri Te Kanawa), una mujer a la que previamente sedujo y abandonó. Más tarde, Giovanni se topa con los preparativos de una boda campesina e intenta seducir a la futura novia Zerlina (la mezzosoprano Teresa Berganza), pero su ambición se ve frustrada por Donna Elvira.
Donna Anna pronto se da cuenta de que Giovanni mató a su padre y persigue al seductor junto con su prometido Don Ottavio (el tenor Kenneth Riegel). Siempre dispuesto a intentar una seducción, Giovanni corteja a la doncella de Elvira. Como parte de sus planes, cambia de ropa con su sirviente Leporello (bajo-barítono José van Dam), quien rápidamente se ve enfrentado a en problemas con personas que lo confunden con su amo. Leporello huye y finalmente se encuentra con Giovanni en el cementerio donde está enterrado Il Commendatore. En broma invitan a cenar a la estatua junto a su tumba. Mientras cenan, llega la estatua animada sobrenaturalmente y el horrorizado Giovanni es arrastrado hacia una hoguera a cielo abierto.

## Elenco
- Ruggero Raimondi: Don Giovanni
- José van Dam: Leporello
- John Macurdi: el comandante
- Edda Moser: Doña Anna
- Kiri Te Kanawa: Doña Elvira
- Kenneth Riegel: Don Octavio
- Teresa Berganza: Zerlina
- Malcolm King: Masetto
- Eric Adjani: el sirviente de negro

## Producción
La película no es una grabación de una representación teatral sino "una interpretación original de la ópera cinematográfica".  Utilizando el libreto y la música originales, se dirigió como una película musical con una serie de escenas, cada una de las cuales utiliza múltiples cámaras y tomas. Cuatro años antes, Losey había dirigido una versión cinematográfica de la obra La vida de Galileo de Bertolt Brecht utilizando un enfoque similar. Reginald Beck también había editado la película anterior, junto con muchas otras dirigidas por Losey. La cinematografía es exuberante con muchas escenas ambientadas en lugares visualmente atractivos, como la Villa Capra o las góndolas deslizándose por los canales de Venecia.
En la ópera, la acción supuestamente transcurre en España, pero el libretista de Mozart, Lorenzo Da Ponte, escribió en italiano, y la película utiliza localizaciones en Venecia y Murano. Presenta especialmente edificios de Palladio en la ciudad de Vicenza y sus alrededores (Basílica Palladiana, Villa Capra y Teatro Olímpico). 
La Villa Capra es la casa de Don Giovann. Joseph Losey aprovecha al máximo los espacios del lugar, jugando en particular con la oposición entre el nivel alto (representación noble) y el nivel semienterrado (cocinas y oficinas, personal).
La escena del duelo con el comandante está filmada en las galerías exteriores de la Basílica Palladiana de Vicenza. Estas galerías representan el exterior de la casa de Donna Anna.
El presupuesto total de la película fue de unos 7.000.000 de dólares. El estreno fue el 6 de noviembre de 1979 en la ciudad de Nueva York.

### Música
- La banda sonora fue grabada en la Catedral de Nuestra Señora del Líbano (París), Paris Vème, con la orquesta y coros de la Ópera Garnier dirigidos por Lorin Maazel.
- Los cantantes grabaron sus actuaciones por separado y sincronizaron los labios en sus actuaciones cinematográficas. Como señala Noel Megahey, "arrastrar a la orquesta de la Ópera de París por los lugares durante la producción para una grabación en vivo es completamente inviable". [5]Janine Reiss interpretó todos los acompañamientos recitativos del clavicémbalo en el set, es decir la mayor parte del tiempo al aire libre, a pesar de las condiciones a veces muy húmedas (en particular el recitativo en el pantano) que dañaban el instrumento.

## Recepción
Tras el estreno de la película en cines en 1979, Vincent Canby elogió el canto pero concluyó que la filmación "no funcionó". Encontró que los primeros planos filmados de los cantantes eran en su mayoría discordantes e ineficaces. Judith Martin, por su parte, la consideró un éxito. En 2007, Nicholas Wapshott escribió que "es una fusión casi perfecta de ópera y pantalla".   
El Lexikon des internationalen Films escribió: “En la ópera cinematográfica de Losey, los paisajes y la arquitectura crecen junto con la trama y la música para formar una simbiosis. El fin de una era feudal se refleja en las magníficas imágenes. Aunque también cómica, predomina la sátira amarga. Igualmente fascinante en la óptica, la música y su interpretación.”  
Las crítica de la revista británica Gramophone fuer menos entusiasta: “Todos los cantantes de los papeles principales, cantantes de ópera expertos y experimentados, actúan como autómatas. Todo el mundo canta bien y no hay duda de que la orquesta de Maazel toca perfectamente, pero incluso con esta nueva versión con sonido mejorado ([Label Second Side]), quedan prácticamente relegados al papel de música de fondo. La película es ciertamente impresionante, pero eso por sí solo no es motivo para recomendarla”. 

### Premios
La película recibió cuatro premios cinematográficos y fue nominada a cuatro más, incluidos los BAFTA al sonido y al mejor diseño de vestuario. Reginald Beck ganó el premio César de 1980 al mejor montaje y Alexandre Trauner ganó el premio al mejor decorado. 

## Medios domésticos
- En 1979, CBS Masterworks lanzó un LP que contenía extractos de la banda sonora original de la película. El coro y la orquesta de la Ópera de París cantan bajo la dirección de Lorin Maazel. El LP contiene 14 números de la ópera. [11] En 2006, el sello Concorde lanzó un DVD de la película.
- Olive Films lanzó un Blu-ray y un DVD de la región 1 en 2013.